# Hamptjärnen (Bygdeå socken, Västerbotten, 711593-174799)
Hamptjärnen är en sjö i Robertsfors kommun i Västerbotten och ingår i Dalkarlsåns huvudavrinningsområde. Sjön har en area på 0,0352 kvadratkilometer och ligger 28,1 meter över havet.

## Delavrinningsområde
Hamptjärnen ingår i det delavrinningsområde (711436-174783) som SMHI kallar för Mynnar i havet. Medelhöjden är 17 meter över havet och ytan är 6,17 kvadratkilometer. Räknas de 31 avrinningsområdena uppströms in blir den ackumulerade arean 346,94 kvadratkilometer. Avrinningsområdets utflöde Dalkarlsån mynnar i havet. Avrinningsområdet består mestadels av skog (76 procent) och jordbruk (11 procent). Avrinningsområdet har 0,04 kvadratkilometer vattenytor vilket ger det en sjöprocent på 0,6 procent.